# Lista dos deputados provinciais da 13.ª legislatura de Santa Catarina
Lista dos deputados provinciais de Santa Catarina - 13ª legislatura (1860 — 1861).
| Nº | Deputado                            | Colégio eleitoral    |
| -- | ----------------------------------- | -------------------- |
| 1  | Marcelino Antônio Dutra             | Desterro             |
| 2  | Carlos Duarte Silva                 | Desterro             |
| 3  | Joaquim Gomes de Oliveira e Paiva   | Desterro             |
| 4  | Joaquim Xavier Neves                | Desterro             |
| 5  | Francisco José de Oliveira          | Desterro             |
| 6  | Tomás Pedro de Bittencourt Cotrim   | Desterro             |
| 7  | Manuel Moreira da Silva             | Desterro             |
| 8  | Macário César de Alexandria e Sousa | Desterro             |
| 9  | Luís Ferreira do Nascimento Melo    | Desterro             |
| 10 | Francisco José de Oliveira          | Laguna               |
| 11 | Manuel José de Oliveira             | Laguna               |
| 12 | Marcelino Antônio Dutra             | Laguna               |
| 13 | José Maria da Luz                   | Laguna               |
| 14 | Antônio Joaquim Wanzeller           | Laguna               |
| 15 | ?                                   | Laguna               |
| 16 | Manuel da Silva Mafra               | São Francisco do Sul |
| 17 | Anfilóquio Nunes Pires              | São Francisco do Sul |
| 18 | Antônio João Vieira                 | São Francisco do Sul |
| 19 | Sérgio Lopes Falcão                 | São Francisco do Sul |
| 20 | Francisco Manuel Raposo de Almeida  | São Francisco do Sul |